# Осадько Василь Якович
Осадько Василь Якович (1865 – 1930) — український диригент, бандурист, педагог.
У 1925 році познайомився з Олесею Левадною, почув її спів та запропонував навчити її грати на бандурі. До 1930 року Осадько виступав дуетом з Левадною, а також у тріо з нею та Григорієм Підгірним.
В 1932 р. був репресований.[джерело?]